# 薩默塞特縣 (馬里蘭州)
薩默塞特郡（英語：Somerset County）是美国马里兰州最南部的一個縣，位於德玛瓦半岛上，南鄰弗吉尼亚州，面積1,582平方公里，根據2020年美國人口普查統計，共有人口24,620人。縣治安妮公主鎮（Princess Anne）。